# قارة قصر سليم

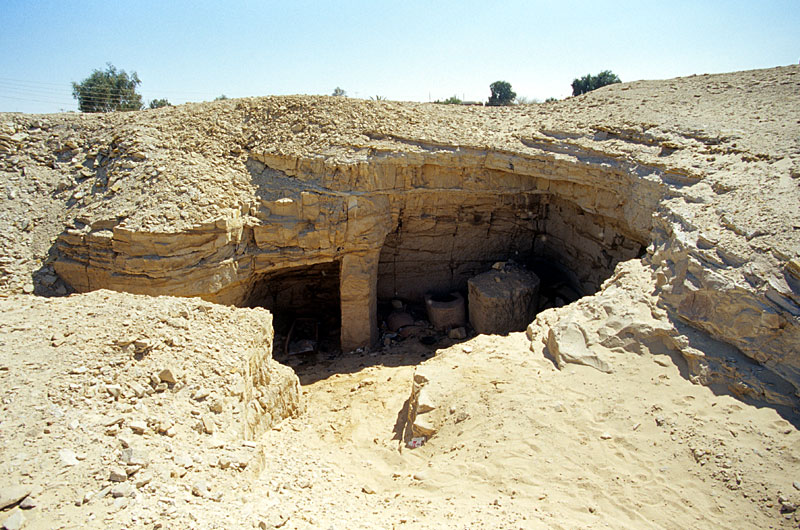
مقبرة صخرية في قارة قصر سليم

قارة قصر سليم تشير إلى تل وموقع أثري في شرق مدينة الباويطي في الواحات البحرية التابعة لمحافظة الجيزة بمصر. توجد على هذا التل مقابر تعود إلى عهد الملك أحمس الثاني من الفترة المصرية المتأخرة (الأسرة السادسة والعشرون). تعد مقبرة باننتيو أشهر مناطق الجذب المحلية بسبب ألوانها الملونة وكانت منذ فترة طويلة الموقع الوحيد الذي يمكن الوصول إليه في الواحات.

## الاكتشاف
في أواخر النصف الأول من القرن العشرين، كان تل قارة قصر سليم يقع في الجنوب الشرقي خارج منطقة الباويطي. من غير المعروف من أين حصل التل على اسمه. ولكن ربما كانت هناك (بقايا) كنائس صغيرة أو مبانٍ أخرى عليها في أوقات سابقة.
التل هو مقبرة تستخدم بشكل متكرر، حيث لا تزال تظهر حتى اليوم بعض المقابر الصخرية وأعمدة الدفن في الموقع. قبران، اكتشفا من قبل السكان المحليين فقط في عام 1918 وأصبحا معروفين من خلال التنقيبات في عام 1938 من قبل عالم المصريات المصري أحمد فخري (1905-1973)، يبرزان بسبب زخارفهما الملونة الحديثة نسبيًا: قبر باننتيو وقبر جد آمون إيوف عنخ.
كان كل من مالكي القبور مرتبطين ارتباطًا وثيقًا وعاشوا في عهد الملك أحمس الثاني في الأسرة السادسة والعشرين. كان باننتيو ابن أو شقيق جد آمون إيوف عنخ. لا يُعرف الكثير عن باننتيو. كان والده تاجرًا وربما كان باننتيو يمارس نفس التجارة.
من جد آمون إيوف عنخ نعلم أن اسم والده وبن آه ("القمر يضيء") واسم زوجته كان دي إيسي بكن. بناءً على الاسم، يشك المرء في أن زوجته ربما كانت أجنبية. كان اسم ابنته تشونسو إيرديس. العلاقة مع باننتيو غير معروفة تمامًا، فقد يكون ابنًا أو أخًا. لا توجد ألقاب موضحة في مقبرة جد آمون إيوف عنخ. فلم يكن رسميًا ولا كاهنًا. لكنها لا تزال قوية. قد تكون ثروته قد أتت أيضًا من التجارة.

## المقابر

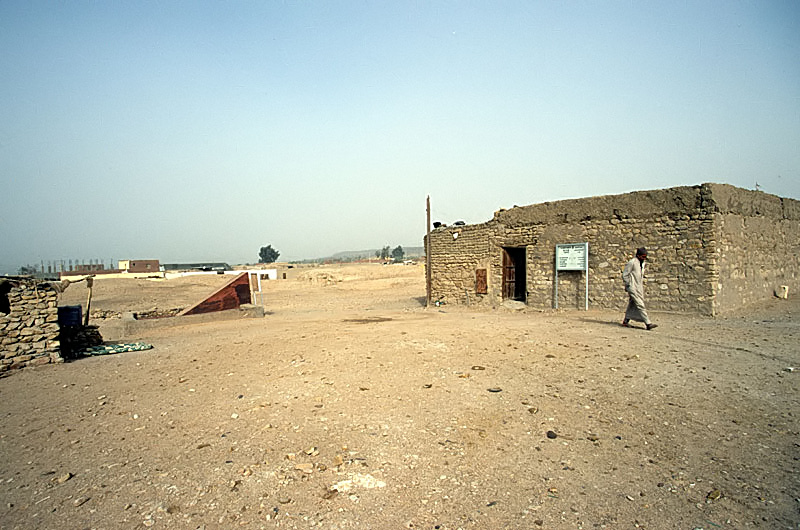
مقابر قارة قصر سليم

يبلغ طول التل 200 متر (شمال شرق) ويصل عرضه إلى 90 مترًا. إلى الجنوب، على بعد حوالي 15 مترًا ، توجد مقبرتا باننتيو و جد آمون إيوف عنخ. اليوم ، تم بناء منزل الوصي حول عمود الدفن في مقبرة بينينتيو، ودفن القبر الثاني محمي بهيكل معدني. في الوقت الحاضر، يتم تثبيت سلالم خشبية في أعمدة الدفن. لم تكن أعمدة الدفن فارغة في وقت من الأوقات، كانت تحتوي على شظايا من المومياوات، وخزفيات مكسورة من المزهريات والتوابيت، وبقايا خشبية أخرى.

### مقبرة باننتيو

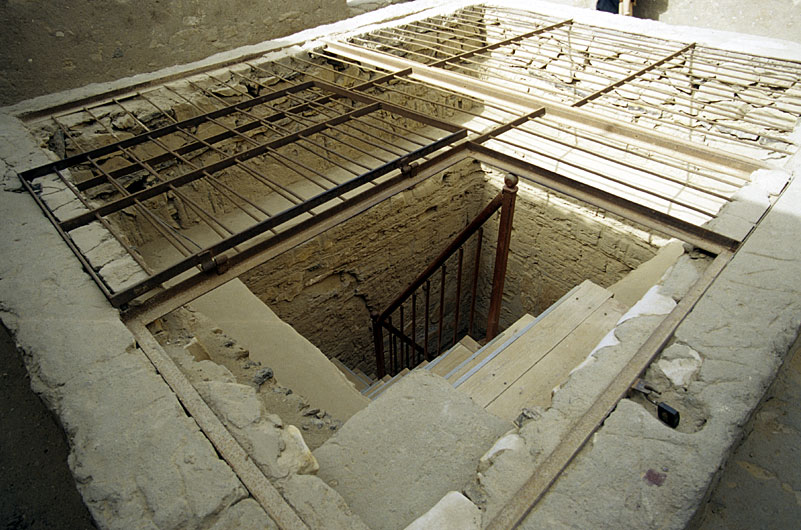
مدخل مقبرة باننتيو

لم يعد الهيكل العلوي المحتمل لمقبرة باننتيو متاحًا في وقت التنقيب في عام 1938. اليوم بيت الحارس فوق المنجم. عند سفح العمود المربع الذي يبلغ عمقه 6 أمتار يوجد مداخل مقبرتين، أحدهما إلى الشمال هو مدخل باننتيو. في المقابل، يوجد قبر غير مكتمل، وخالي من أي زخرفة ولكن مع أعمدة، والتي قد تكون مخصصة لزوجته. وهي مفقودة من منشورات التنقيب، وهي تستخدم في الوقت الحاضر كغرفة تخزين.

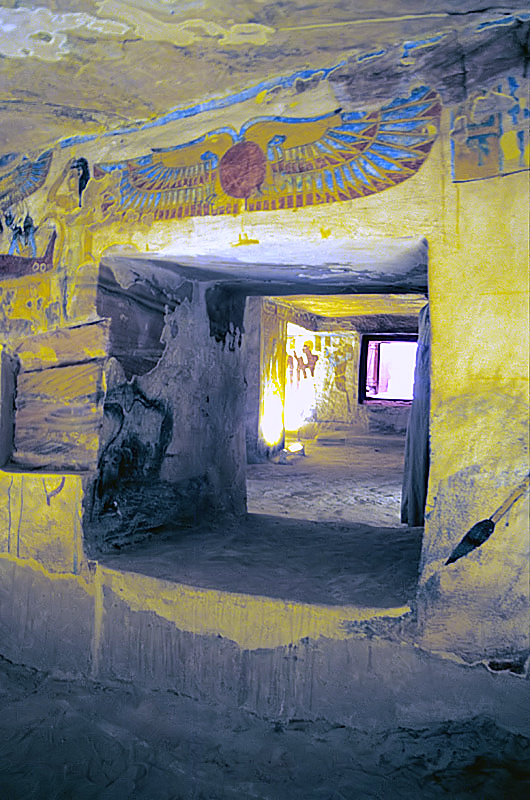
منظر من حجرة الدفن أمام الدهليز ونحو المدخل

تم نحت قبر باننتيو بعناية من الصخر. تم تطبيق اللوحة على الجص. السقف أيضًا مُلصق ومُلون. يتكون القبر من قاعة ذات أعمدة، كل منها به حجرة جانبية غير مزخرفة على الجدران الجانبية وخلفها حجرة تابوت أصغر. يبلغ عرض القاعة الأمامية حوالي 8 أمتار وطولها سبعة أمتار وفيها أربعة أعمدة. حجرة الدفن شبه مربعة وطولها حوالي 3 أمتار.

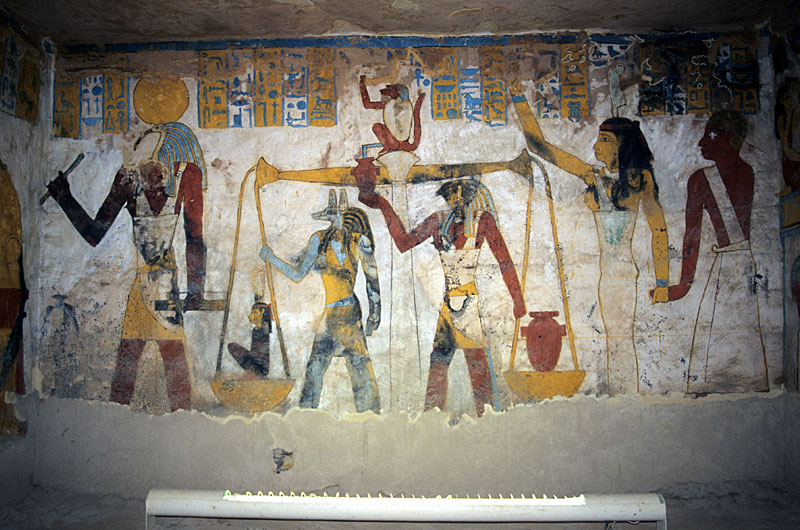
مشهد وزن في التابوت

تم نهب القبر بالفعل في العصور القديمة وتم تزويده بمدافن ثانوية في العصر الروماني. قام لصوص القبور المعاصرون بنحت مشهدين فقط من الجدران في العقود الثلاثة الماضية.

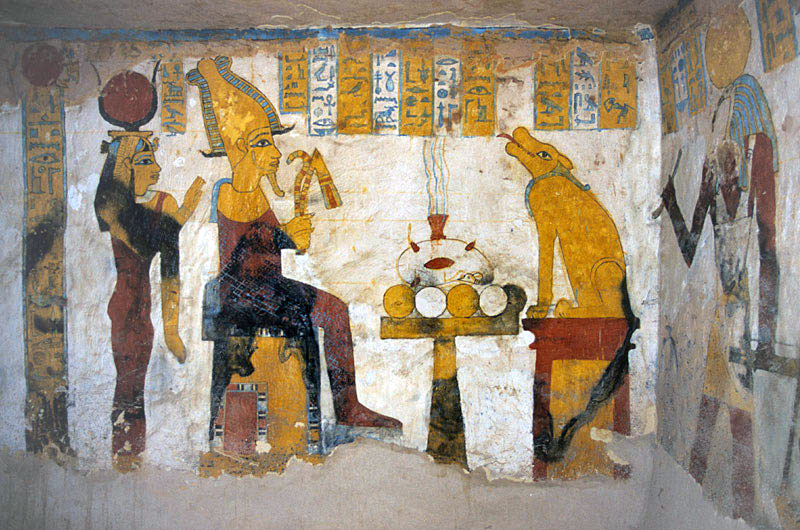
الوحش عميت أمام منضدة القرابين، أوزوريس وإيزيس

هناك شيء مميز حول القبر. بدلاً من العبادة الوحيدة لإله الشمس، يُعبد إله القمر أيضًا في القبر، وهو أمر مفهوم تمامًا في حالة القبر في الصحراء.
يؤدي الباب غير المزخرف الموجود أسفل العمود إلى القبر وينظر من خلال الأعمدة إلى التابوت الحجري.
تم تبييض السقف. لا تزال هناك بقايا من الزخارف والنقوش عليها حتى اليوم.

### مقبرة جد آمون إيوف عنخ

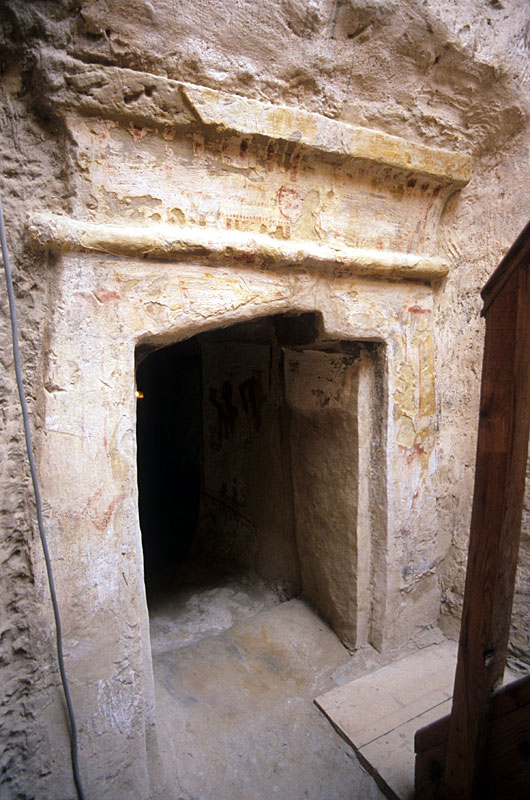
مدخل مقبرة جد آمون إيوف عنخ

15 مترا شمال غرب القبر سالف الذكر هو مقبرة جد آمون إف عنخ. مرة أخرى، لم تنجُ أية بقايا من البنية الفوقية. قبر بعمق 5 أمتار يؤدي إلى مدخل القبر.

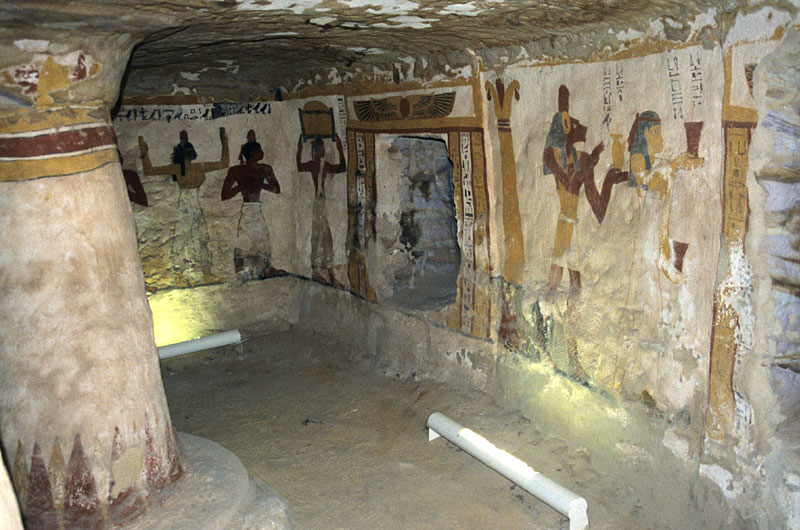
الجانب الأيسر من الجدار في قاعة الدفن

يقع مدخل القبر المزخرف إلى الغرب، وقد تم ختمه في الأصل ببلاطة من الحجر الرملي. كان القفل عديم الفائدة، كما تم نهب القبر في العصور القديمة. يوجد فوق المدخل خليج صغير وقرصان مجنحان للشمس. شوهد الإلهان تحوت وحورس وهما يضحيان بالمياه على القوائم اليمنى واليسرى. على اليمين يظهر كاهنان يدخلان القبر بالمزهريات. تم نقش الدعامات الداخلية بنصوص تضحيات في ثلاثة أعمدة.
كانت حجرة الدفن محفورة تقريبًا في شكل دائري. تم ترك أربعة أعمدة دائرية من اللوتس واقفة في وسط القاعة. تم تلبيس الجدران وطلاء الجص. في العصر الروماني، أعيد استخدام القبر: تم قطع محاريب بدلاً من ستة من الرسوم الأصلية السبعة للأبواب المزيفة من أجل استيعاب المزيد من المدافن الثانوية هناك. تم تزويد دعامات مداخل الكوات بنصوص ذبيحة.